# WerteUnion

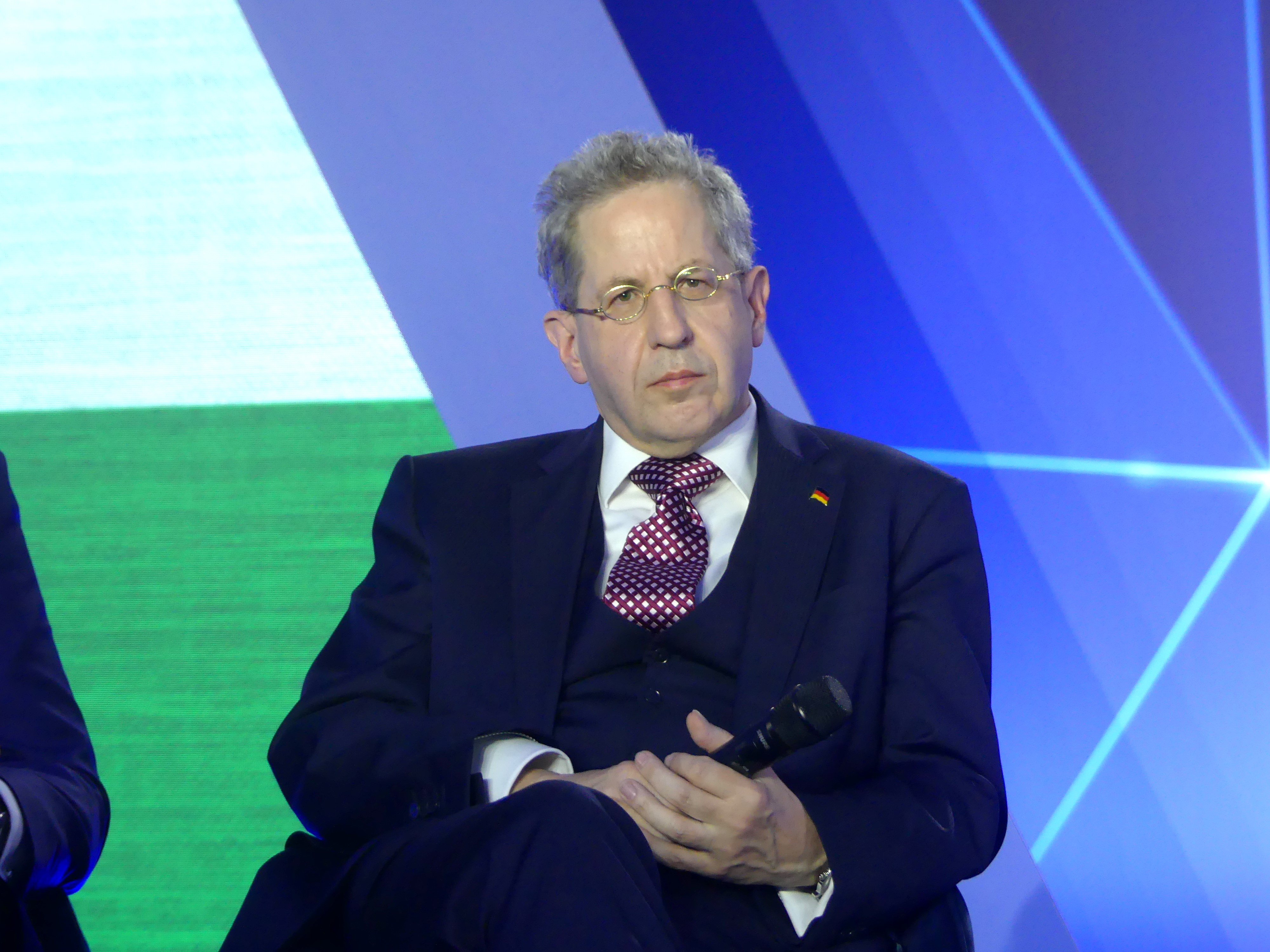
Hans-Georg Maaßen, a WerteUnion elnöke

A WerteUnion (Értékek Uniója, rövidítve WU) egy német párt, amelyet Hans-Georg Maaßen vezetésével 2024. február 17-én alapítottak egy 7 éve bejegyzett, azonos nevű egyesület párttá alakításával. 
2022-ben a WerteUnionnak saját adatai szerint megközelítően 4000 tagja volt; ebből mintegy 3000 egyben a CDU tagja is.

2024 elején a WerteUnion a CDU/CSU és az AfD (amelyek a német politikai spektrum jobbközép és szélsőjobboldali részét képviselik) közötti "konzervatív-liberális" középútként pozicionálta magát. 
A WerteUnion tudatosan kerüli a minden parlamenti párt által karanténban tartott AfD-vel való együttműködés kizárását. Ugyanakkor nyitottnak mutatkozott Sahra Wagenknecht és annak szintén 2024 januárjában megalapított pártja, a Bündnis Sahra Wagenknecht felé is. Nagyra értékelte, hogy mindkét párt "egyszerűen, őszintén és szabadon nevén nevezi a problémákat, amelyekkel Németországban küzdenek", még ha a megoldást már nem is egyformán látják.
Maaßenék stratégiai célja, hogy az új párt vegyen részt a 2024 szeptemberében esedékes tartományi választásokon Türingiában, Szászországban és Brandenburgban. Maaßen kijelentette, hogy pártjuk minden olyan párttal együtt fog működni, amely támogatja a programját, és "készen áll a németországi politikaváltásra".
A WerteUnion "vezéralakjaként" és elnökeként Hans-Georg Maaßen, a szövetségi alkotmányvédelmi hivatal korábbi vezetője 2024 januárja óta korábbi szövetségi alkotmányvédelmi hivatalbeli kollégái megfigyelése alatt áll.